# Caotorta

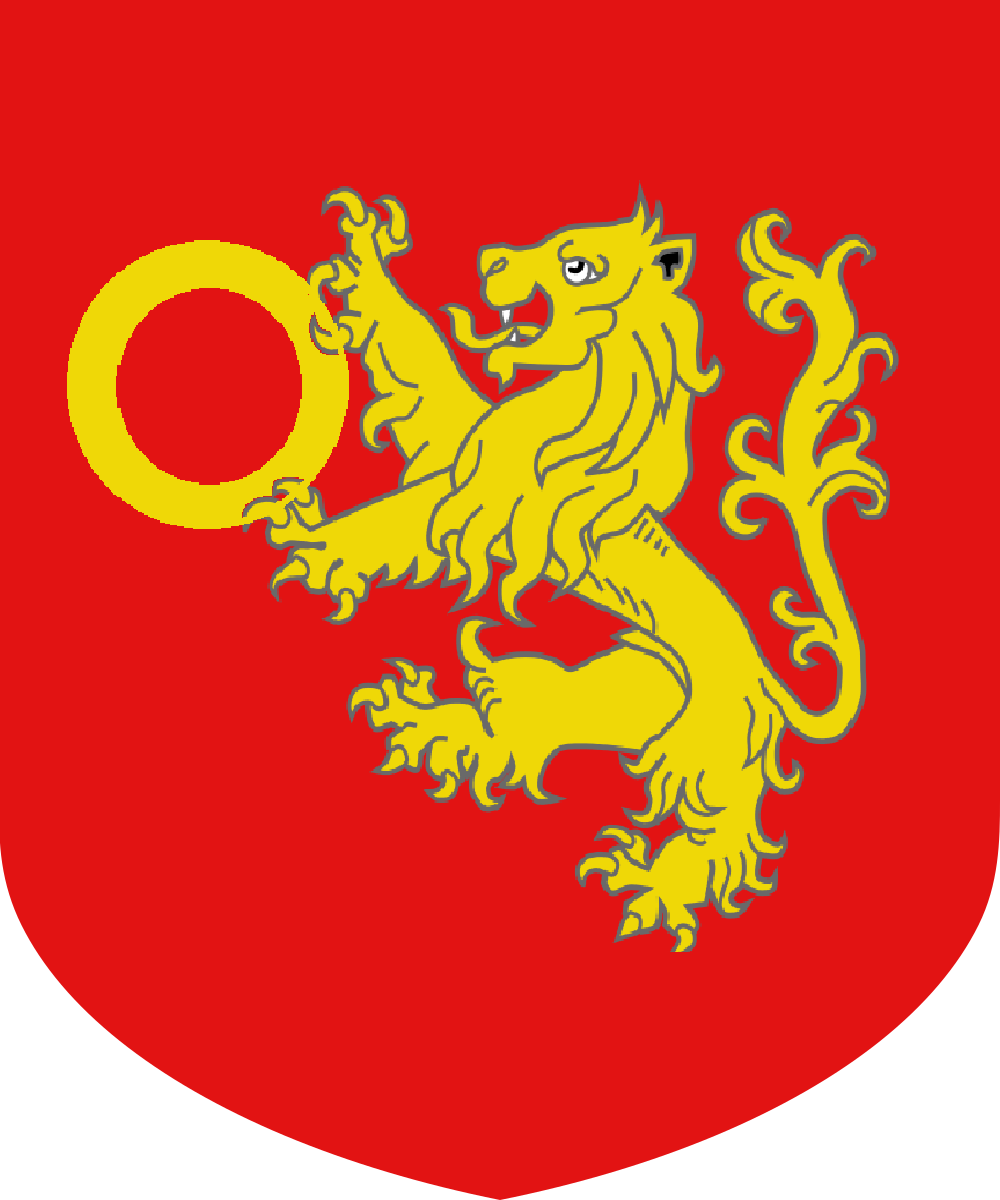
Stemma Caotorta

I Caotorta furono una famiglia patrizia veneziana.

## Storia
Secondo le tradizioni, i Caotorta (già Stivacali o Samacali) discendevano da Antifone, figlio del re di Paflagonia Pilemene giunto in Veneto al seguito di Antenore. Nel V secolo avrebbero lasciato la terraferma per stabilirsi nella nascente Venezia, fondandovi la chiesa dei Santi Sergio e Bacco (l'attuale San Pietro di Castello). Altre leggende li credono originari di Capodistria.
Esclusi dal Maggior Consiglio in seguito alla serrata del 1297, vennero riassunti nel secolo successivo, secondo alcuni nel 1310 per aver contribuito a sedare la congiura del Tiepolo, per altri nel 1317. 
Di certo si sa che i Caotorta entrarono a far parte della classe politica veneziana già nel XIII secolo e vi ricompaiono dal Quattrocento in poi. Non furono mai una famiglia molto numerosa (a parte il ramo di Sant'Angelo, escluso dal patriziato, furono sempre rappresentati da un unico nucleo), ma sussisté sino alla fine della Repubblica di Venezia dando alcune personalità di rilievo.
La famiglia viveva in un palazzo - tuttora esistente - alla Madonna dell'Orto (Cannaregio 2625); in questa zona esisteva una calle Caotorta, che si apriva sulla fondamenta della Sensa fra i palazzi Loredan e Arrigoni.

### Ramo cittadinesco
Nel 1655 il provveditore di Zante Alvise di Michele Caotorta sposò Caterina Avastago, popolana greca. Di conseguenza, nel 1672, il figlio Alessandro e i suoi discendenti furono esclusi dal patriziato, ma vennero comunque ascritti tra i cittadini originari.
Nel 1759 Alvise di Alessandro si stabilì con i suoi nella parrocchia di Sant'Angelo, in un palazzo acquistato dalla famiglia Cappello (l'edificio sorge al numero anagrafico 3568, affacciato, non a caso, su un'altra calle Caotorta). Con Girolamo di Alessandro questo ramo si trasferì a Treviso, in quello che venne poi chiamato palazzo Caotorta.
Nel 1802, quando il Veneto era ormai passato all'Arciducato d'Austria, la famiglia tornò nell'aristocrazia entrando nel Consiglio nobile di Treviso. Nel 1819, sotto il Regno Lombardo-Veneto, furono confermati nobili dell'Impero austriaco.
Alessandro Marzotto, figlio di Antonio nominato conte da Pio X nel 1912, con Regio Decreto 8 novembre 1921, fu autorizzato ad aggiungere al proprio cognome quello della madre, Antonietta di Girolamo Caotorta, dando così origine alla famiglia Marzotto Caotorta, ancora oggi esistente. Di questo ramo va citato Antonio Marzotto Caotorta (1917 - 2011), figlio di Alessandro, dirigente d'azienda e uomo politico.

## Membri illustri
- Gian Battista Caotorta (1554 – 1597), politico
- Paolo Caotorta (1586 - 1649), politico

## Proprietà
- Ca' Caotorta, a Cannaregio 2625
- Palazzo Caotorta Angaran, a Dorsoduro 3903
- Palazzo Caotorta, a Treviso
- Villa Caotorta, a Ponzano Veneto
- Villa Marzotto Caotorta, a Spercenigo di San Biagio di Callalta
- Casa Caotorta, a Santa Maria del Rovere di Treviso